# سبدنشینان
سبدنشینان (نام علمی: Cisticolidae) نام یک تیره از راسته گنجشک‌سانان است.